# Erandi Bermúdez Méndez
José Erandi Bermúdez Méndez (Pénjamo, Guanajuato; 15 de marzo de 1977) es un ingeniero y político mexicano, miembro del Partido Acción Nacional (PAN). 
Desde 2018 es senador de la república por Guanajuato, electo por el principio de mayoría relativa dentro de la LXIV Legislatura del Congreso de la Unión, donde es además vicecoordinador del GPPAN y es secretario de la Comisión de Estudios Legislativos. Fue diputado federal de mayoría en la LXIII Legislatura del Congreso de la Unión de México de 2015 a 2017 y de 2006 a 2009 fue presidente municipal de Pénjamo.

## Infancia y vida personal
Nació en Celaya, segundo hijo de José Antonio Bermúdez y Ma. Carmen Méndez. Está casado y es padre de familia.

## Preparación y vida profesional
Estudió en la Preparatoria Oficial Pénjamo, donde fue Consejero Universitario, destacándose por su participación en la política estudiantil. Estudió la carrera de Ingeniería Mecánica-Eléctrica en la Universidad de La Salle Bajío. Cuenta con estudios complementarios de Marketing, Comunicación Política y Gobierno, tiene reconocimientos académicos en el ITAM, así como en la Universidad George Washington.

## Trayectoria política
Su inicio en el ámbito político fue con el Partido Acción Nacional (PAN) en el año 1996. Su trayectoria política abarca la diputación federal de mayoría en la LIX Legislatura,  de 2003 a 2006 donde fue secretario de la Comisión de Juventud y Deporte, integrante de la Comisión de Defensa Nacional, así como miembro permanente de la Unión Interparlamentaria Mundial. En 2006. fue elegido Presidente Municipal de Pénjamo, Gto., (2006-2009) dando resultados en materia de obra pública, atención ciudadana y educación, como lo fue la construcción de la Universidad Politécnica de Pénjamo, además de colocar al municipio como uno de los más seguros del Estado de Guanajuato. En 2009 ganó la elección como diputado federal de mayoría en la legislatura LXI (2009-2012) donde fue nombrado y designado coordinador de los diputados por Guanajuato, secretario de la Comisión de Energía, integrante de la Comisión de Desarrollo Rural y presidente Grupo de Amistad México-Japón, donde participó promoviendo el estrechamiento de los lazos de cooperación comercial con México y sembrando la semilla de inversiones japonesas en Guanajuato.
En 2015, volvió a ganar en las urnas la diputación federal de mayoría en la legislatura LXIII (2015-2017), siendo en ese cargo presidente de la Comisión de Desarrollo Rural y por segunda ocasión como miembro permanente de la Unión Interparlamentaria Mundial, organización internacional que reúne los parlamentos de estados soberanos, siendo la única organización que representa a la rama legislativa de los gobiernos en una escala mundial. También fue vicepresidente del Grupo de Amistad de Corea del Sur e Integrante del Grupo de Amistad de Georgia y Lituania. Bermúdez como presidente de la Comisión de Desarrollo Rural fue el responsable de negociar los recursos presupuestales del Programa Especial Concurrente para el Desarrollo Rural Sustentable.